# Bidessonotus pictus
Bidessonotus pictus är en skalbaggsart som beskrevs av Young 1990. Bidessonotus pictus ingår i släktet Bidessonotus och familjen dykare. Inga underarter finns listade i Catalogue of Life.